# Hugo Lamanna
Hugo Lamanna (* 3. März 1913 in Buenos Aires, Argentinien; † 11. Oktober 1991 in Rapallo, Italien) war ein argentinischer Fußballspieler und ‑trainer.

## Sportlicher Werdegang
Lamanna spielte anfangs für den Club Atlético Talleres undspilte in Argentinien noch für CA Independiente und  CA Vélez Sarsfield. Ein erstes Auslandsengagement hatte er als Spieler beim brasilianischen Klub CR Vasco da Gama, später wechselte er zum französischen Profiklub CA Paris. Hier krönte er sich mit 29 Saisontoren in der Spielzeit 1937/38 zum Torschützenkönig der Division 2. Nach Ausbrechen des Zweiten Weltkriegs wurde der Spielbetrieb in Frankreich eingeschränkt, er blieb jedoch in Europa und spielte zeitweise für Atalanta Bergamo und den AC Legnano. Nach Kriegsende blieb er in Italien, Ausonia Pro Gorla, SS Juve Stabia und Frosinone Calcio waren seine Spielstationen bis zum Karriereende 1948.
Anschließend wechselte Lamanna bei Frosinone Calcio auf die Trainerbank. Es schlossen sich jeweils langfristige Engagements bei Calcio Lecco, wo er 1950 in die Serie C aufstieg, sowie in der Folge bei der AC Como und der AC Monza vornehmlich in der Serie B an. Ab 1965 war er kurzzeitig beim Drittligisten AS Bari tätig, mit dem er jedoch den direkten Wiederaufstieg in die Serie B verpasste und gehen musste. Nachdem er sich in Rapallo niedergelassen hatte, war er später mehrfach Trainer des lokalen Amateurklubs Rapallo Ruentes 1914. Hugo Lamanna starb im Herbst 1991 im Alter von 78 Jahren in Rapallo.